# Озерные
Озерные — деревня в Оричевском районе Кировской области в составе Спас-Талицкого сельского поселения.

## География
Находится на левом берегу реки Быстрица на расстоянии примерно 13 км по прямой на восток-северо-восток от районного центра поселка Оричи.

## История
Известна с 1720 года как починок у Быстрицы с населением 4 души (мужского пола). В 1764 году учтено 20 жителей. В 1873 году отмечено дворов 14 и жителей 92, в 1905 27 и 195, в 1926 24 и 187, в 1950 38 и 127. В 1989 году оставалось 48 человек.

## Население
Постоянное население  составляло 50 человек (русские 100%) в 2002 году, 28 в 2010.